# 東南互保
東南互保（とうなんごほ）とは清末の義和団の乱の間に、南方の各省が中央政府の命令に背いて、外国との開戦を拒否した事件である。

## 概要

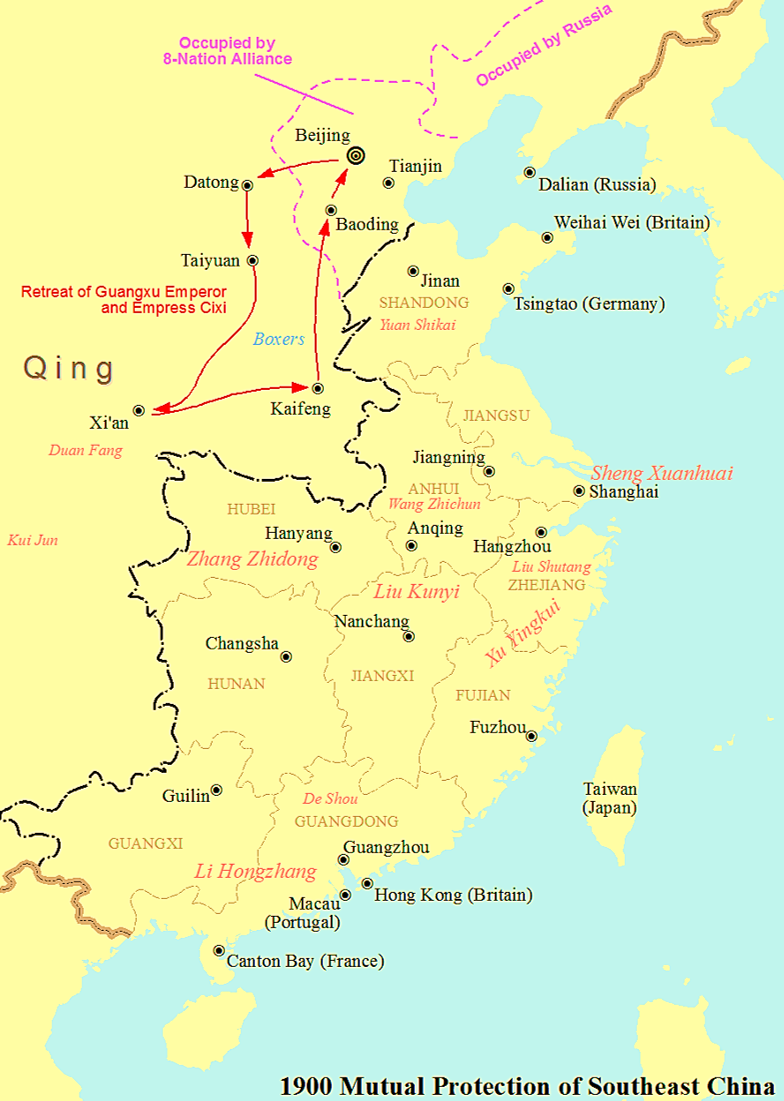
東南互保の様子 (1900年)

清朝が各国に宣戦する前から両江総督劉坤一・湖広総督張之洞・両広総督李鴻章・鉄路大臣盛宣懐らは東南各省を平穏に保ち、列強に侵略の口実を与えないようにするかを協議していた。清朝が11ヶ国に宣戦した後、劉坤一・張之洞・李鴻章・閩浙総督許応騤・四川総督奎俊・山東巡撫袁世凱は参戦国と協議を行い、列国の利権を保護した。これを東南互保という。長江沿いや沿海の督撫らは一致して反乱鎮圧と治安維持、外国人商人や教会の保護を通じて列強の介入を防ごうとした。彼らは朝廷の義和団を支持せよという詔勅を、義和団に脅されて出した「乱命」であると称した。
東南互保運動は、河北省・山東省以外の地域を義和団と8ヶ国連合軍との戦乱から守ったが、同時に地方の政治・軍事権力が拡張し、中央の権力が低下する結果もともなった。この後、1911年の辛亥革命の際に各省が武昌起義に呼応して相次いで独立を宣言し、中華民国の成立後、北洋軍閥が各地方に長期にわたって割拠したのも、東南互保が引き起こした勢力の変化の結果ということができる。